# Daniel Oliveira (voleibolista)
Daniel Muniz de Oliveira (São Paulo (cidade), 21 de agosto de 1997) é  um voleibolista indoor brasileiro, atuante na posição de ponteiro, com marca de alcance de 355 cm no ataque e 335 cm no bloqueio, serviu a seleção brasileira militar e com passagens também por clubes internacionais. Em clubes disputou a edição da Liga dos Campeões da Europa de 2021-22.

## Carreira
Em sua cidade natal, iniciou no voleibol  após amigos ingressaram em 2010 numa recém inaugurada escolinha de vôlei  nas dependências onde ele estudava, com Professora Milena, e vislumbrando uma carreira profissional iniciou a participar de peneiras no final do ano de 2011 (SESI-SP, Pinheiros, Centro Olímpico/Ibirapuera.
Em 2016 atuava nas categoria Sub-21 do Santos FC/ANE/Fupes/Viação Cometa
Com passagens pelo Super Vôlei/Santo André de 2016 a 2017, na temporada de 2017-18 transfere-se para om time grego Pamvochaïkos.
Foi repatriado pelo Copel Telecom/Maringá Vôlei para o período de 2018-19, sendo vice-campeão do Campeonato Paranaense de 2018.Nas competições de 2019-20 reforçou o APAN/Blumenau e foi campeão do Campeonato Catarinense de 2019.
Em 2019, foi convocado para seleção brasileira militar para disputar os Jogos Mundiais Miliares de Wuhan. A jornada de 2020-21 foi jogador do time polones Cuprum Lubin e na mesma temporada atuou pelo time turco do TFL Altekma.Ainda na Europa, segue a carreira pelo clube alemão VfB Friedrichshafen pelo qual disputou a Liga dos Campeões da Europa de 2021-2 conquistando o título da Copa da Alemanha de 2021-22 e vice-campeão do Campeonato Alemão de 2021-22.Na temporada de 2022-23 disputou as competições pelo Suzano Vôlei.

## Títulos e resultados
- Campeonato Alemão:2021-22
- Copa da Alemanha:2021-22
- Copa Brasil:2019
- Copa da Grécia:2018
- Taça Prata:2017
- Campeonato Catarinense:2019
- Campeonato Paranaense:2018
- Campeonato Paulista:2022
- Campeonato Paulista Sub-21:2017